# Бозиени (Ботошани)
Бозиени (рум. Bozieni) насеље је у Румунији у округу Ботошани у општини Савени. Oпштина се налази на надморској висини од 99 m.

## Становништво
Према подацима из 2002. године у насељу је живело 301 становника, од којих су сви румунске националности.